# 智恵子の杜公園
智恵子の杜公園（ちえこのもりこうえん）は、福島県二本松市にある公園である。

## 概要
画家高村智恵子出生地近くの鞍石山周辺に位置する。智恵子と夫の光太郎がよく散歩した場所であり、智恵子抄に収録されている詩「樹下の二人」はここで作られた。1988年から1989年にかけてのふるさと創生事業により智恵子記念館とともに整備され、1994年に開園した。園内には1983年に地元有志の出資により建てられた「樹下の二人」の詩碑や、智恵子の紙絵にちなんだボランティアの植栽によるあじさいロード、展望台などがある。2011年の東日本大震災では詩碑に損傷が生じた。